# ʼuʼ
ʼuʼ (tlh, que comença i acaba amb una oclusiva glotal sorda) és la primera òpera en llengua klíngon, anunciada com "La primera òpera klíngon autèntica a la Terra". Va ser composta per Eef van Breen amb un llibret de Kees Ligtelijn i Marc Okrand sota la direcció artística de Floris Schönfeld. La història de ʼuʼ es basa en la llegenda èpica de "Kahless l'Inoblidable", una figura messiànica en la història de l'espècie fictícia klíngon.
L'estrena de l'òpera a La Haia el 10 de setembre de 2010 va ser un èxit, i l'òpera ha estat reviscuda des de llavors.

## Antecedents
La llengua klíngon va ser concebuda per primera vegada per l'actor James Doohan, que va interpretar Montgomery Scott ("Scotty") a la sèrie de televisió original Star Trek, per a Star Trek: La pel·lícula (1979). Va crear algunes paraules amb un to aspre perquè les diguessin els personatges klíngon. Els productors van contractar el lingüista Marc Okrand per a les seqüeles per ampliar-la en una llengua completa amb el seu propi i únic vocabulari, gramàtica i idioma. Okrand va dissenyar la llengua perquè sonés "aliena", utilitzant diverses característiques tipològicament poc comunes. A mesura que els personatges klíngon van anar guanyant importància en les pel·lícules i sèries de televisió posteriors de "Star Trek", Okrand va continuar expandint la llengua, i s'ha convertit en una llengua parlada amb diversos parlants fluïts..

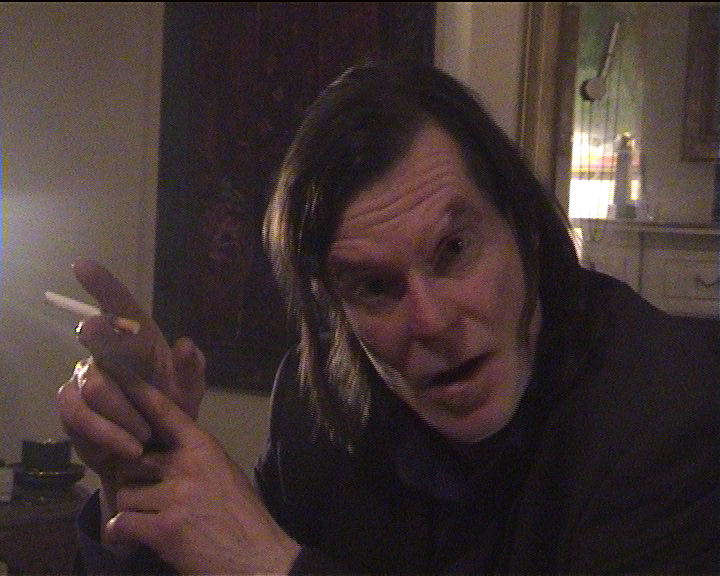
Henri van Zanten, el "Mestre del Crit"

Tal com es mostra a "Star Trek", els klingons són uns amants apassionats de l'òpera.Segons la pàgina web oficial de l'òpera, "l'òpera klíngon utilitza el principi del combat musical. La bellesa de la música klíngon prové de l'impacte de dues forces oposades." ʼuʼ es tradueix com a "univers" o "universal".
L'òpera va ser presentada en taller a partir del 2008 a Europa i al Watermill Center for the Performing Arts de Water Mill (Nova York). El director artístic i escènic i "investigador principal" del projecte ʼuʼ i del Klingon Terran Research Ensemble (KTRE), Floris Schönfeld, va investigar acuradament totes les mencions i exemples de l'òpera klíngon en les diverses encarnacions de Star Trek per tal de fer que l'òpera fos el més "autèntica" possible seguint les convencions de l'òpera de batalla klíngon. Va crear un "tractat antic" anomenat paqʼjachchuʼ, o "llibre del crit perfecte", com a "manuscrit teòric de la música kíngon". KTRE va crear instruments musicals klíngon "indígenes", incloent-hi percussió, vent i corda, dissenyats per Xavier van Wersch, per acompanyar l'òpera.
La publicitat per a ʼuʼ va incloure conferències i actuacions de Schönfeld i KTRE a convencions de SF i altres llocs. El 18 d'abril de 2010, Okrand, en nom del KTRE, va emetre un missatge des del radiotelescopi CAMRAS a les hipotètiques coordenades de QoʼnoS, el planeta natal klíngon, al sistema solar Arcturus. El missatge, en llengua klíngon, convidava els klíngons a assistir-hi a l'òpera, tot i que el missatge presumiblement no va arribar al planeta a temps per a la representació, ja que QoʼnoS es troba a 36 anys llum de la Terra.

## Produccions i reaccions
L'òpera va debutar oficialment al Teatre Zeebelt de La Haia, Països Baixos, el 10 de setembre de 2010 (després d'una preestrena el dia anterior) per a una temporada limitada de quatre funcions. L'artista neerlandès Henri van Zanten va narrar l'òpera com el Mestre del Crit. L'òpera va ser produïda per Zeebelt i KTRE, que està associada amb el departament d'Arts i Ciències del Conservatori Reial de l'Haia.
La reacció del públic després de la preestrena va ser entusiasta, i la nit d'estrena, a la qual va assistir Marc Okrand, les entrades foren exhaurides. El director de la Fundació Byrd Hoffman Watermill va comentar: "Vaig trobar el resultat força fascinant, interessant, estrany i rar". L'òpera es va repetir més tard al setembre de 2010 a la reunió del club de fans de Star Trek Qetlop a Farnsberg, prop de Bad Brückenau, Alemanya, "per a un públic totalment klíngon". Es va tornar a representar els dies 23 i 24 de novembre al Teatre Frascati d’Amsterdam. El 2011, l'òpera es va representar al festival d'òpera Voi-Z de Zwolle el 5 d'abril i al Festival de Música Huygens de Leidschendam el 28 de maig.
Les representacions de ʼuʼ es van celebrar al Teatre Zeebelt de La Haia el 17 de febrer de 2012 i a Rijeka, Croàcia, el 25 de febrer de 2012. L'òpera es va representar a Berlín el 22 de febrer de 2013.

## Sinopsi

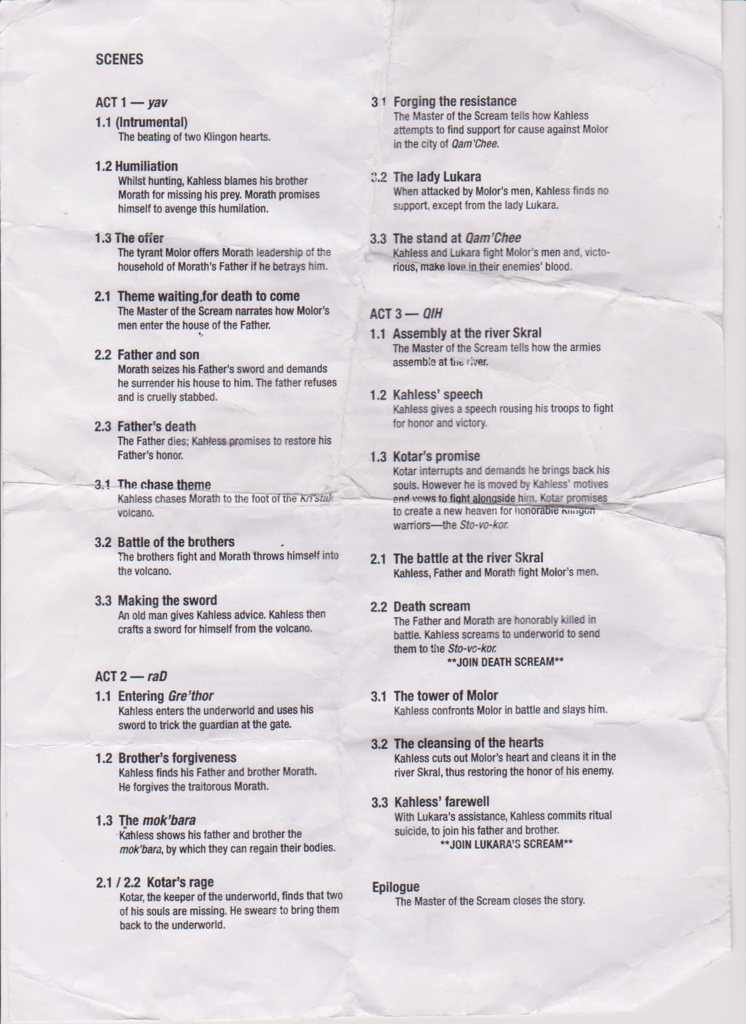
Escenes de l’òpera

### Acte 1 –yav
Mentre caça amb el seu germà Morath, Kahless expressa ràbia quan Morath el provoca per perdre la seva presa. Kahless jura venjar aquesta humiliació. El tirà Molor ofereix elevar Morath al capdavant de la seva casa si traeix el seu pare i el de Kahless. Morath accepta. Amb els homes de Molor, Morath entra a la casa del seu pare, agafa la seva espasa i exigeix que el seu pare lliuri la casa. Quan el seu pare es nega, Morath mata brutalment el seu pare. Kahless jura restaurar l'honor del seu pare. Persegueix Morath fins al volcà Kri'stak. Després que els germans lluitin, Morath es llança al volcà. Kahless forja la primera bat'leth (o "Espasa d'Honor") al volcà, amb els seus propis cabells.

### Acte 2 –raD
El trist Kahless fa un viatge èpic a l’inframón. Allà s'uneix al seu pare i perdona el seu germà. Els mostra el mok'bara, cosa que els permet recuperar els seus cossos. Kortar, el guardià del món subterrani, s'enfurisma en trobar que dues de les seves ànimes han desaparegut. Kahless reuneix tropes per a una rebel·lió contra Molor. Coneix el seu veritable amor, Lady Lukara, que l'ajuda quan és atacat pels homes de Molor. Junts, derroten els homes de Molor i fan l'amor violentament a la sang dels seus enemics.

### Acte 3 –QIH
Al riu, els exèrcits s'han reunit. Kahless inspira les seves tropes amb un discurs entusiasta. Kortar arriba i també es commou pels motius honorables de Kahless. Accepteu unir-se a la lluita i crear un cel per als guerrers klíngon. Kahless, el seu pare i el seu germà lluiten junts contra els seus enemics. Els dos últims són assassinats honorablement, i el crit de mort de Kahless els envia al cel. Kahless s'enfronta a Molor i el mata, li arrenca el cor i el neteja al riu per restaurar l'honor de Molor. Amb l'ajuda de Lady Lukara, Kahless comet un suïcidi ritual; el crit de mort de Lukara l'envia a reunir-se amb el seu pare i el seu germà. El poble klíngon està unit.

## Papers i repartiment original
- Mestre del Crit (narrador) – Henri van Zanten
- Kahless (contralt) – Taru Huotari
- Kotar, Pare i Molor (baríton) – Ben Kropp
- Morath i Lukara (mezzosoprano) – Jeannette Huizinga